# Same Direction
Same Direction — третий сингл американской рок-группы Hoobastank с альбома «The Reason». Был выпущен в октябре 2004 года, 6 месяцев спустя после релиза «The Reason».

## Саундтреки
Песня попала в видеоигру «Madden NFL 2005».

## Чарты
| Чарт                                  | Позиция |
| ------------------------------------- | ------- |
| U.S. Alternative Songs                | 14      |
| U.S. Billboard Mainstream Rock Tracks | 20      |